# Campeonato Paraguaio de Futebol de 1953
O Campeonato Paraguaio de Futebol de 1953 foi o quadragésimo terceiro torneio desta competição, chamada de "Cincuentenario del Club Guarani". Participaram onze equipes. O Club Sportivo San Lorenzo foi rebaixado na edição anterior.
| Equipe                | Cidade   | Departamento     | No ano anterior                                                      | Estádio | Capacidade | Títulos                                | Participações |
| --------------------- | -------- | ---------------- | -------------------------------------------------------------------- | ------- | ---------- | -------------------------------------- | ------------- |
| Club River Plate      | Assunção | Distrito Capital | Nono Lugar                                                           | --      | --         | 0 (não possui)                         | 38            |
| Club Cerro Porteño    | Assunção | Distrito Capital | Sexto Lugar                                                          | --      | --         | 10 (último em 1950)                    | 37            |
| Club Guaraní          | Assunção | Distrito Capital | Décimo Lugar                                                         | --      | --         | 5 (1906,1907, 1921, 1923, 1949 )       | 42            |
| Club Nacional         | Assunção | Distrito Capital | Quarto Lugar                                                         | --      | --         | 6 (1909, 1911, 1924, 1926, 1942, 1946) | 43            |
| Club Olimpia          | Assunção | Distrito Capital | Quinto Lugar                                                         | --      | --         | 14 (último em 1948)                    | 43            |
| Sol de América        | Assunção | Distrito Capital | Vice Campeão                                                         | --      | --         | 0 (não possui)                         | 40            |
| Club Libertad         | Assunção | Distrito Capital | Terceiro Lugar                                                       | --      | --         | 5 (1910, 1920, 1930,1943, 1945 )       | 39            |
| Club Presidente Hayes | Assunção | Distrito Capital | Campeão                                                              | --      | --         | 1 (1952)                               | 30            |
| Club Sportivo Luqueño | Luque    | Central          | Sétimo Lugar                                                         | --      | --         | 1 (1951)                               | 25            |
| Club General Genes    | Assunção | Distrito Capital | Campeão do Campeonato Paraguaio de Futebol de 1952 - Segunda Divisão | --      | --         | 0 (não possui)                         | 1             |
| Atlántida Sport Club  | Assunção | Distrito Capital | Nono Lugar                                                           | --      | --         | 0 (não possui)                         | 33            |

## Premiação
| Campeonato Paraguaio 1953 Primeira Divisão |
| Assunção                                   |
| ------------------------------------------ |
| Club Sportivo Luqueño Campeão (2º título)  |